# 麴文泰
麴文泰（?—640年），麴伯雅之子，其母是張太妃，為古高昌國的君主，屬麴氏高昌之列，他於623年至640年在位。年号有延寿。
史书未记载生年。延和八年（609年）至九年（610年）期間，高昌王麴伯雅帶著世子麴文泰前往隋朝。義和元年（614年）麴伯雅讓世子麴文泰前去西突厥作為質子，後來麴文泰藉助西突厥於義和六年（619年）率兵返國政變，以東宮世子的身份秉其國政，明年（620年）改元重光，是為「重光政變」。延壽七年（630年，唐貞觀四年）冬季，入唐朝贡。明年（631年）正月十三日，唐太宗大獵於昆明池，各番夷君長皆随行，唐太宗興致高漲，對麴文泰說了一番「人生三樂」豪言狀語。賜文泰妻华容公主宇文氏李姓，封常乐公主。該年玄奘西游时路经高昌国，受到麴文泰的热情接待，並在其母張太妃的見証下與玄奘結為義兄弟。后来麴文泰渐渐自大，与西突厥欲谷设联合，阻碍西域商路，进攻唐朝的伊州。延壽十六年（639年，唐貞觀十三年）冬，唐太宗以侯君集为交河道行军大总管，率兵出击高昌王麴文泰。640年，唐軍至磧口，麴文泰惊惧而病死。谥号光武王。
子麴智盛继位。另一子麴智湛，后为唐左骁卫大将军、西州都督、上柱国、天山郡开国公。

## 家庭

### 父母
- 父 麴伯雅
- 母 張太妃

### 嬪妃
- 襄邑夫人

### 兒女
- 子
  - 麴智盛
  - 麴智湛
- 女
  - 清信女，嫁張隆